# 1964-es magyar labdarúgókupa-döntő
Az 1964-es magyar labdarúgókupa-döntő a sorozat 25. döntője volt. A finálét a Budapesti Honvéd és a Győri ETO játszották. A találkozóra Budapesten, a Népstadionban került sor, november 7-én. A Honvéd győzelmével története során második alkalommal hódította el a trófeát.

## Előzmények
A mérkőzés előtt a Honvédból Tichy lábfejsérüléssel bajlódott, a győri Palotai Károlynak pedig izomszakadása volt. Utóbbi emiatt kihagyta a döntőt.
Mi egy esztendővel ezelőtt három vasat hevítettünk a tűzben. Nos, a bajnokságban nagyon jól szerepeltünk, versenyben voltunk a bajnoki címért, a KEK-ben viszont rosszul, hiszen már az első mérkőzésen kiestünk. És most jön az MNK döntője! A kupa elnyerése nagy erkölcsi siker lenne!
Palotai kiválása miatt változtatnom kell a hátsó alakzatok összetételén. A jobbhátvéd Kiss megy előre a fedezetpárba Máté mellé, az ő helyére pedig Izsáki kerül. A támadósor összetétele is változik, valószínű Takács is szóhoz jut. Az előjelek ugyan nem valami biztatóak, de a kispesti együttes ellen általában megy a csapatnak. Remélem, most is menni fog.

### Út a döntőig
A sorozat döntőjébe a Bp. Honvéd és a Győri ETO jutott be. Mindkét csapat az országos főtábla első fordulójában (legjobb 256) kapcsolódott be a küzdelmekbe.
| Budapesti Honvéd                         | Budapesti Honvéd |             | Győri ETO                    | Győri ETO   |
| ---------------------------------------- | ---------------- | ----------- | ---------------------------- | ----------- |
| Ellenfél                                 | Végeredmény      | Forduló     | Ellenfél                     | Végeredmény |
| Kiskunhalasi MEDOSZ (NB III.)            | 4–1              | 1. forduló  | Soproni Textiles (NB III.)   | 3–1         |
| Dunaújvárosi Kinizsi (megyei I.)         | 8–0              | 2. forduló  | Csepregi MEDOSZ (megyei I.)  | 5–0         |
| Bácsalmási MEDOSZ (megyei II.)           | 8–0              | 3. forduló  | Győri Dózsa (NB II.)         | 6–2         |
| Székesfehérvári MÁV Előre (NB II.)       | 4–1              | 4. forduló  | Zalaegerszegi Dózsa (NB II.) | 3–2         |
| Honvéd Budai Nagy Antal SE (Budapest I.) | 4–0              | 5. forduló  | Pécsi Ércbányász (megyei I.) | 6–3         |
| Újszegedi TC (NB III.)                   | 1–0              | negyeddöntő | Dorogi Bányász (NB I.)       | 1–0         |
| Testvériség SE (Budapest I.)             | 3–0              | elődöntő    | Ferencvárosi TC (NB I.)      | 2–0         |

## A mérkőzés
| 1964. november 7. |

| Bp. Honvéd | 1–0   | Győri ETO |
| ---------- | ----- | --------- |
| Komora 15' | (1–0) |           |

| Népstadion, Budapest Nézőszám: 8 000 Játékvezető: Balla Gy. Asszisztensek: Horváth L., Katona |

| BP. HONVÉD:     |  |                |     |
|                 |  |                |     |
| K               |  | Takács Béla    |     |
| V               |  | Marosi László  |     |
| V               |  | Sipos Ferenc   |     |
| V               |  | Dudás Zoltán   |     |
| KP              |  | Nógrádi Ferenc |     |
| KP              |  | Vági István    |     |
| CS              |  | Nagy Antal     |     |
| CS              |  | Komora Imre    | 15' |
| CS              |  | Tichy Lajos    |     |
| CS              |  | Tóth Kálmán    |     |
| CS              |  | Katona Sándor  |     |
| Vezetőedző:     |  |                |     |
| Kispéter Mihály |  |                |     |

| Győri ETO:       |  |                  |  |
|                  |  |                  |  |
| K                |  | Tóth László      |  |
| V                |  | Izsáki László    |  |
| V                |  | Orbán Árpád      |  |
| V                |  | Tamás László     |  |
| KP               |  | Kiss Zoltán      |  |
| KP               |  | Máté János       |  |
| CS               |  | Keglovich László |  |
| CS               |  | Takács Lajos     |  |
| CS               |  | Orosz László     |  |
| CS               |  | Korsós István    |  |
| CS               |  | Povázsai László  |  |
| Vezetőedző:      |  |                  |  |
| Hidegkuti Nándor |  |                  |  |

Inkább küzdelem volt -legalábbis a részünkről- mint szép játék. A közel két hónapos szünet meglátszott a csapatom összjátékán.
A fiúk teljesítménye számomra biztató volt az Európa Kupa mérkőzés előtt. Úgy érzem, hogy tartalékos együttesünk is jól helytállt, ennyi helyzetet azonban nem lehet büntetlenül kihagyni.